# 堀進二
堀 進二（ほり しんじ、1890年（明治23年）5月5日 - 1978年（昭和53年）3月27日）は、日本の彫刻家。東京出身。

## 略歴
1890年（明治23年）5月5日、東京府東京市赤坂区一ツ木（現東京都港区赤坂4丁目）に生まれる。
1906年（明治39年）、太平洋画会研究所に入学し新海竹太郎に塑像およびデッサンを学ぶ。同研究所には中原悌二郎、戸張孤雁らがおり、1916年（大正5年）には中原悌二郎と、互いをモデルにした像を製作している。
時期不明ながら新宿区の新宿中村屋を中心とした青年芸術家グループに参加していたとされる。
1911年（明治44年）、太平洋画会展に出品し同会正会員となる。1915年（大正4年）には第9回文展に「若き女の胸像」を出品、褒状を受けたのを皮切りに翌1916年（大正5年）より1918年（大正7年）にかけて3回連続で特選を受賞した。翌1919年（大正8年）の第1回帝展からは帝展審査員を務めるようになる。
1928年（昭和3年）より東京帝国大学工学部建築科（現東京大学大学院工学系研究科・工学部）の講師を依嘱され、1946年（昭和21年）まで務める。1931年（昭和6年）からは東京工業大学建築部講師を依嘱される。
戦後は戦災により焼失した母校太平洋画会研究所の復興に尽力した。
1948年（昭和23年）時点では東京美術学校（現東京芸術大学）教授職にあった。同年、東京工業大学の依頼により校名の「工」と「大」の字をツバメとして組み合わせた「ツバメマーク」のデザインを作成した。これは当時は職員用バッジとして作成依頼されたものだが、1981年（昭和56年）の創立100周年にあたって正式に同校のシンボルマークとして定められ、広く親しまれている。
1950年（昭和25年）より千葉大学工学部工業意匠学科教授を務める。
1957年（昭和32年）、復興した太平洋画会研究所の再開校と同時に校長に就任。
1958年（昭和33年）、社団法人日展発足と同時に日展評議員となる。
1960年（昭和35年）、第3回日展出品作「人海」により日本芸術院賞を受賞。
1978年（昭和53年）3月27日、心筋梗塞により東京都文京区の病院で死去、享年87。

## 主な作品

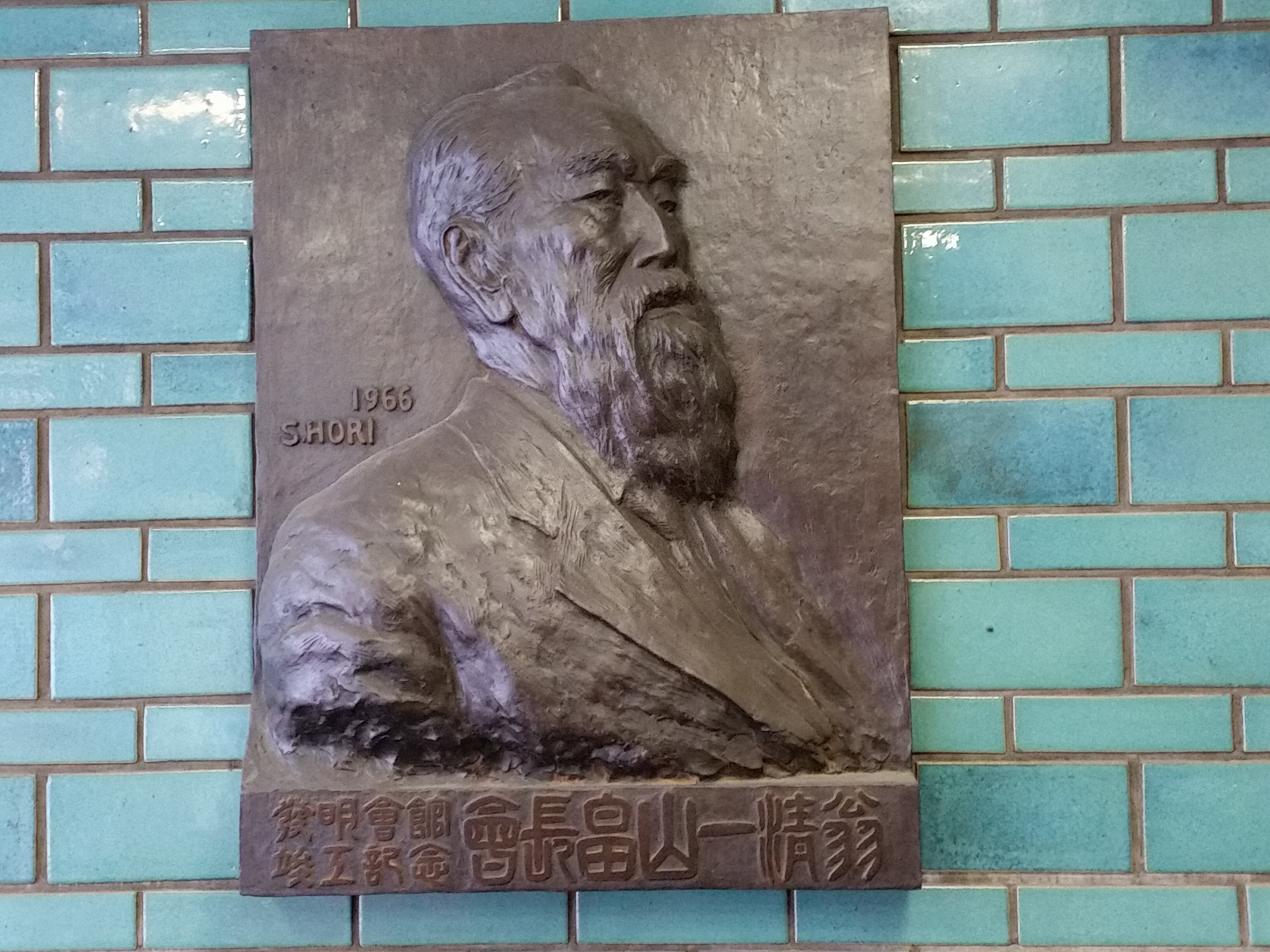
「畠山一清」（発明会館蔵、2018年2月27日撮影）

- 「中原悌二郎像」 - 1916年（大正5年）、旭川市彫刻美術館蔵[4]
- 「渋沢栄一翁寿像」 - 1916年（大正5年）、如水会蔵、オリジナルは戦時中の鉄材供出命令により失われており、現在の展示物は戦後原型より復元したレプリカ[6]。
- 「濱尾新」 - 1932年（昭和7年）、東京大学構内、安田講堂付近にて屋外展示[7]。
- 「古市公威」 - 1937年（昭和12年）、東京大学構内、工学部11号館横にて屋外展示[7]。
- 「壺を抱く女」 - 福島県立美術館蔵[8]
- 「畠山一清」- 1966年（昭和41年）、レリーフ、発明会館（東京都港区虎ノ門）1階ロビー設置。